# Lamellaria
Lamellaria is een geslacht van weekdieren uit de klasse van de Gastropoda (slakken).

## Soorten
- Lamellaria ampla Strebel, 1906
- Lamellaria berghi (Deshayes, 1863)
- Lamellaria branca Simone, 2004
- Lamellaria cerebroides Hutton, 1882
- Lamellaria diegoensis Dall, 1885
- Lamellaria digueti Rochebrune, 1895
- Lamellaria elata Strebel, 1906
- Lamellaria fernandinae Dall, 1927
- Lamellaria inflata (C. B. Adams, 1852)
- Lamellaria koto Schwengel, 1944
- Lamellaria latens (O. F. Müller, 1776)
- Lamellaria leucosphaera Schwengel, 1942
- Lamellaria mopsicolor Ev. Marcus, 1958
- Lamellaria nodosa Ev. Marcus, 1987
- Lamellaria ophione Gray, 1850
- Lamellaria orbiculata Dall, 1871
- Lamellaria patagonica E. A. Smith, 1881
- Lamellaria perspicua (Linnaeus, 1758)